# ブラバム・BT53
ブラバム・BT53 (Brabham BT53) は、ブラバムが1984年のF1世界選手権参戦用に開発したフォーミュラ1カー。デザイナーはゴードン・マレー。

## 概要
BT53はチャンピオンマシンであるBT52の発展型であり、シーズン前テストに持ち込まれたBT52CおよびBT52Dとほぼ同一だった（1台のみ製作されたBT52DはBT53-1として編入されている）。ライバルのTAGエンジンやホンダエンジンが燃費、パワー、ドライバビリティの面で向上していくのに対し、改良の進まないBMWエンジンはやや苦しい立場にあった。また、1984年からはレース中の給油が禁止されたため、否が応でもパワーアップが迫られた。このため、BMWエンジンはブーストアップでこれに対応することになる。決勝で3.8バール、予選では4.5バールまでブーストアップされたBMW・M12/13エンジンは予選仕様で900馬力、決勝では800馬力を発揮し、当時のF1選手権において最もパワフルなエンジンとなった。高速サーキットに限り昨年同様、通称｢ヒトラーチップ｣を採用し、加給圧を5.5バールと過激な程に上げ、さらにはタービン及びエンジンブロー防止の安全装置であるウェイストゲートバルブを敢えて外し、予選仕様1300馬力、決勝仕様1000馬力にまで過激に強化したチューニングを施されていた。キャラミのストレートでは325km/h (201.9mph) の速度を記録している。この年はターボチャージャーが従来のギャレット・エアリサーチ製からKKK製に変更されたが、これはBMW本社の政治的判断（ドイツのサプライヤーを優先させるべきという圧力）が理由とも噂されている。
前年度の予選仕様を凌ぐ猛烈なブーストアップに対応するため、冷却系のさらなる強化が図られた。ラジエターとインタークーラーを含む補機類の配置が見直され、これを収めるためにサイドポンツーンが大型化された（ゴードン・マレーは後に「BT53は事実上BT52のサイドポンツーンを長くしただけのクルマ」と言い切っている）。また、燃料タンクはレギュレーション変更に合わせて規定いっぱいの220Lまで大型化された。モノコックはBT52と同じく上半分がカーボン、下半分がアルミハニカムだった。冷却系はシーズン途中に見直され、第7戦カナダグランプリからはノーズにインテークが設けられ、オイルクーラーが移設された。F1史上に残る酷暑となったアメリカグランプリでは予選用にインテークを拡大したノーズが急遽用意された。それでも冷却が追い付かず、インテーク内にドライアイスを詰め込むというまるで冗談のような強行策まで実施された。そのため一部メディアではBT53は「世界最速の冷蔵庫」という異名で呼ばれることとなった。
エースドライバーはチャンピオンのネルソン・ピケ。セカンドドライバーとしてテオ・ファビ、コラード・ファビ、マンフレッド・ヴィンケルホックが乗り継いだ。
ピケは2勝を含む4度の表彰台を記録したが、BMWエンジンの持病である過激なまでのパワーと引き替えに信頼性の低さ(ウェイストゲートバルブ等、パワーアップの為に安全装置類を外していたので尚更トラブルが頻発した。)にシーズンを通して泣かされた。チームは常にエンジン（特にターボ）のトラブルに苦しみ、あらゆるコースで故障が発生した。信頼性はシーズン後半にやや改善されたが、ピケはすでにチャンピオン争いから脱落した後だった。最強のエンジンを手に入れたマクラーレンがシーズンを完全に支配し、ブラバムはフェラーリ、ウィリアムズともども蚊帳の外だった。粘り強いファイトが持ち味のピケでもエンジンが壊れれば為す術もなく、度重なるリタイアによってチャンピオンシップを5位で終えた。ピケは予選では絶好調でマクラーレンよりも速く9度のポールポジションを獲得したが、完走は7回のみだった。後にマレーは「私はBMWの役員会へ直談判に行き、ターボのサプライヤーをギャレットにしてもらった」と語るほどで、KKK製ターボはこの年限りの採用となった。
BT53は1台がBT52DからBT53-1として編入され、その後5台が製作された。

## F1における全成績
(key) （太字はポールポジション、斜体はファステストラップ）
| 年     | チーム   | エンジン          | タイヤ | ドライバー                     | 1   | 2   | 3   | 4   | 5   | 6    | 7   | 8   | 9   | 10  | 11  | 12  | 13  | 14  | 15  | 16  | ポイント | 順位 |
| ------ | -------- | ----------------- | ------ | ------------------------------ | --- | --- | --- | --- | --- | ---- | --- | --- | --- | --- | --- | --- | --- | --- | --- | --- | -------- | ---- |
| 1984年 | ブラバム | BMW M12/13 S4 t/c | M      |                                | BRA | RSA | BEL | SMR | FRA | MON† | CAN | DET | DAL | GBR | GER | AUT | NED | ITA | EUR | POR | 38       | 4位  |
| 1984年 | ブラバム | BMW M12/13 S4 t/c | M      | ネルソン・ピケ                 | Ret | Ret | 9   | Ret | Ret | Ret  | 1   | 1   | Ret | 7   | Ret | 2   | Ret | Ret | 3   | 6   | 38       | 4位  |
| 1984年 | ブラバム | BMW M12/13 S4 t/c | M      | テオ・ファビ                   | Ret | Ret | Ret | Ret | 9   |      |     | 3   |     | Ret | Ret | 4   | 5   | Ret | Ret |     | 38       | 4位  |
| 1984年 | ブラバム | BMW M12/13 S4 t/c | M      | コラード・ファビ               |     |     |     |     |     | Ret  | Ret |     | 7   |     |     |     |     |     |     |     | 38       | 4位  |
| 1984年 | ブラバム | BMW M12/13 S4 t/c | M      | マンフレッド・ヴィンケルホック |     |     |     |     |     |      |     |     |     |     |     |     |     |     |     | 10  | 38       | 4位  |

## 参照
1. ↑  http://www.statsf1.com/en/brabham-bt53.aspx
2. 1 2 3  「トラブル続きでどうしようもなかった」ゴードン・マレーが語る“ラジカルすぎた失敗作”ブラバムBT55 - オートスポーツ・2021年10月9日